# Vreten (koudlassen)

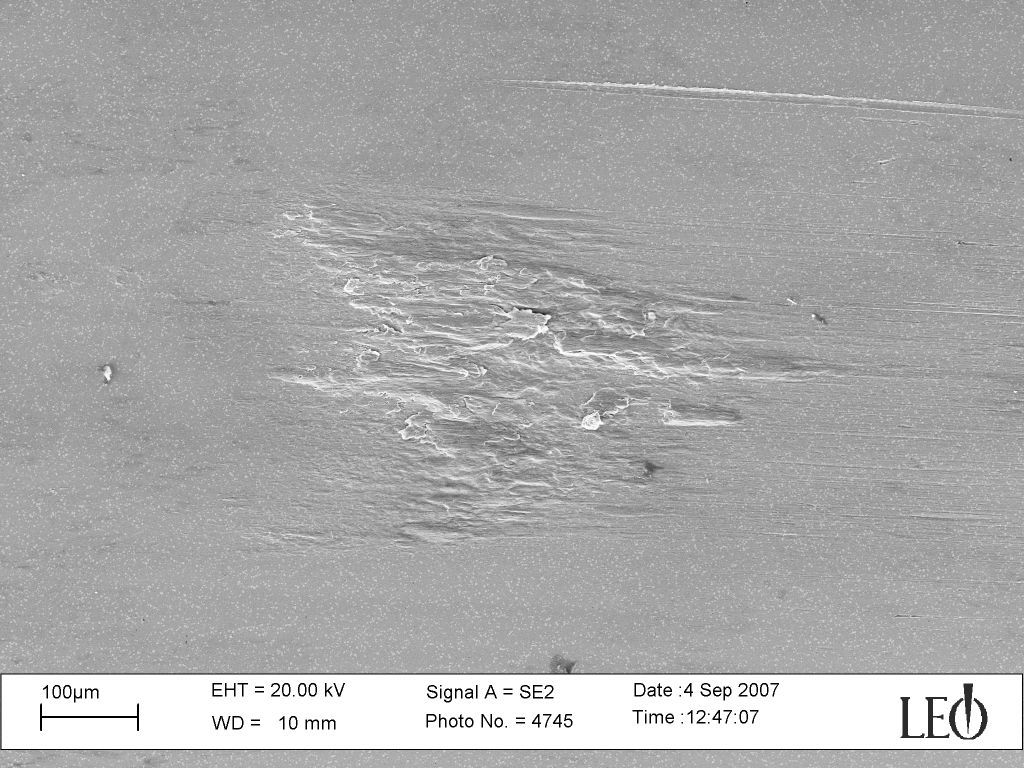
Een microscoopopname van ‘vreten’. Duidelijk is het aangroeien (lassen) van het contactmateriaal te zien.

Vreten of koudlassen is een verschijnsel dat optreedt als twee, meestal gelijksoortige, materialen met een hoge druk tegen elkaar worden gedrukt. De materialen (koud)lassen (kleven) dan aan elkaar.
Meestal treedt het vreetverschijnsel op bij een bout-moer-verbinding. De verbinding is dan in de meeste gevallen niet meer demonteerbaar.
Het verschijnsel vreten zal bij schroefdraadverbindingen gemaakt van austenitisch roestvast staal ten opzichte van de "normale" staalsoorten vaker optreden. Om dit vreten te voorkomen, worden vaak verzinkte bouten gebruikt. Het zink zal zich als een smeermiddel gedragen en hiermee voorkomen dat de schroefdraadverbinding gaat vreten.
Een algemene vuistregel om het verschijnsel vreten te voorkomen, is om de contactvlakken bij een verbinding uit twee verschillende materialen te kiezen. Hiermee wordt het risico op vreten aanzienlijk verkleind.